# Мехмет Зияеддин-эфенди
Шехзаде́ Мехме́д Зияедди́н-эфе́нди (тур. Şehzade Mehmed Ziyaeddin Efendi; 26 августа 1873 года, Стамбул — 30 января 1938 года, Александрия) — старший ребёнок османского султана Мехмеда V от его первой жены Камурес Кадын-эфенди; врач, музыкант.

## Биография
Родился в 1873 году во дворце Ортакёй в Стамбуле. Обучался в медицинской школе Мектеб-и Тыббие-и Шахане (тур. Mekteb-i Tıbbiye-i Şahane) по специальности дерматология.
Мехмед Зияеддин-эфенди увлекался музыкой, в частности, писал песни и покровительствовал музыкантам тех лет (например, известный Тамбури был другом шехзаде). Увлечения музыкой, в число которых входили и записи на пластинки песен Зияеддина в его же исполнении, не приветствовались многими людьми, но несмотря на это и благодаря своему лёгкому характеру, Мехмед Зияеддин-эфенди легко сходился с людьми. В султанском дворце к интересам шехзаде относились отрицательно. В своём особняке нередко устраивал встречи любителей искусств. Кроме того, Зияеддин-эфенди исполнял ряд государственных обязанностей.
В 1924 году Мехмед Зияеддин-эфенди с семьёй оказался в ссылке в Александрии, где и скончался в 1938 году. Похоронен в Каире в тюрбе Аббаса Хильми.

## Резиденция в Хайдарпаше
Камурес Кадын-эфенди не понравился особняк, который султан Мехмед V построил для неё в 1910 году, и она подарила его своему сыну Зияеддину-эфенди. Особняк включал в себя 32 комнаты, и был окружён высокими стенами. В саду с фруктовыми деревьями также был гостевой павильон, но он вскоре сгорел. Здание, известное как особняк Зияеддина-эфенди, уцелело. Летом семейство Мехмеда Зияеддина-эфенди использовало особняк, а зиму проводило во дворце Долмабахче. Жёны Зияеддина располагались здесь на верхних этажах со своими детьми. На первом этаже жила прислуга. Однако после смерти султана Мехмеда V это место превратилось в постоянную резиденцию Зияеддина-эфенди. После того, как члены династии были сосланы за границу, особняк остался пустовать. По пути Мехмед Зияеддин-эфенди продал особняк семье Соколлу по цене намного ниже его стоимости.

## Жёны и дети
Мехмед Зияеддин-эфенди был женат пять раз и имел 2 сыновей и 6 дочерей:
- Перниан Ханым-эфенди[4] (2 января 1880[4], Измит — 21 июля 1947, Александрия) — брак заключён 5 января 1898 года[4] во дворце Долмабахче; развод в 1902 году[5][неавторитетный источник]
  - Бехие-султан (8 ноября 1900, Стамбул — 1950, Александрия)
- Уншар Ханым-эфенди[4] (12 марта 1887, Бандырма — 10 сентября 1934, Александрия) — брак заключён 16 августа 1903 года[4] во дворце Долмабахче; развод в 1912 году[5]
  - Дюррие-султан (3 августа 1905, Стамбул — 15 июля 1922, Стамбул)
  - Рукие-султан (11 октября 1906, Стамбул — 20 февраля 1927, Будапешт)
  - Шехзаде Мехмед Назим-эфенди (22 декабря 1910, Стамбул — 14 ноября 1984, Стамбул)
- Перизаде Ханым-эфенди[4] (14 октября 1889[4], Измит — 14 сентября 1934, Александрия) — брак заключён 18 января 1907 года[4] во дворце Долмабахче
  - Хайрие-султан (16 февраля 1908, Стамбул — 5 марта 1943, Бейрут)[6]
  - Лютфие-султан (20 марта 1910, Стамбул — 11 июня 1997, Эр-Рияд)[7]
- Мелек Зейран Ханым-эфенди[4] (23 сентября 1890[4], Батум — февраль 1966, Александрия) — брак заключён 10 ноября 1911 года[4] во дворце Йылдыз
  - Шехзаде Омер Февзи-эфенди (13 октября 1912, Стамбул — 24 апреля 1986, Амман)
- Нешеменд Ханым-эфенди (1905, Стамбул — 1 февраля 1934, Александрия) — брак заключён 10 февраля 1923 года во дворце Хайдарпаша
  - Михримах-султан (14 апреля 1924, Стамбул — 31 марта 2000, Амман)